# Хенггарт
Хенггарт (нем. Henggart) — коммуна в Швейцарии, в кантоне Цюрих.
Входит в состав округа Андельфинген. Население составляет 1932 человека (на 31 декабря 2007 года). Официальный код — 0031.